# Roy L. Wardwell
Roy Lee Wardwell (* 29. Oktober 1874 in Penobscot, Maine; † 17. Oktober 1949 Portland, Maine) war ein US-amerikanischer Politiker, der von 1917 bis 1922 Maine State Auditor war.

## Leben
Roy L. Wardwell wurde in Penobscot, Maine als Sohn von Leroy S. Wardwell (1844–1907) und Aroline C. Buker (1846–1910) geboren.
Bereits in jungen Jahren, im Alter von 14 Jahren fuhr Wardwell zur See und arbeitete als Kabinenjunge, später als Matrose. Neun Jahre blieb er auf See, dann ging er zurück an Land und besuchte das Portland Business College. Ab 1901 arbeitete er als Buchhalter für die Cushnoc Paper Company in Augusta. Zudem war er Sekretär des Abnaki Clubs in Augusta. Später eröffnete er seine eigene Firma, die Wardwell & Co, eine Papiergroßhandlung.
Als Mitglied der Republikanischen Partei wurde er im Jahr 1909 ins City Council von Augusta gewählt und war später Treasurer von Augusta. Von 1917 bis 1922 Maine State Auditor.
Nach dem Ende seiner Amtszeit als State Auditor im Jahr 1922 trat er in das Zeitungsunternehmen Gannett Publishing Co. ein. Kurze Zeit später wurde Geschäftsführer und Treasurer der Firma. Diese Funktion übte er bis zu seinem Eintritt in den Ruhestand im Jahr 1935 aus.
Roy L. Wardwell heiratete 1900 Winnifred Cushman, sie hatten eine Tochter und zwei Söhne. Er starb am 17. Oktober 1949 in Portland. Sein Grab befindet sich auf dem Evergreen Cemetery in Portland.